# Bibiyergou
Bibiyergou est l'une des huit communes rurales du département de Tillabéry dans la région de Tillabéry au Niger. 

## Géographie
La commune rurale de Bibiyergou est située au nord-est de la ville de Tillabéry.
| Dessa  | Anzourou   | Anzourou |
| Dessa  | Bibiyergou | Anzourou |
| Sinder | Sakoira    |          |

## Histoire
Depuis les années 1889 une tribu Touareg dénommé IGHATAFANAN ou RHATAFFAN fût arrivée à Tillaberi en Provenance du nord Mali. Ces Touaregs ou IMAJAQAN sont issus de la fédération des Touaregs IWILLIMIDEN et particulièrement les IWILLIMIDEN de l'Ouest. À leur arrivée à Tillaberi, ils étaient sollicités par quelques communautés parlant la langue Zerma installées sur les abords du fleuve Niger à la rive gauche. Ces communautés semblent être trop menacé par leurs communautés frères de la rive droite.
Les Rhataffan ont intervenu pour prendre tout le long de la rive gauche et ainsi que certaines parties de la rive droite du fleuve. Sur la rive gauche, ils dominaient de Karma à la frontière malienne et sur la rive droite, plusieurs îles ont été prises par leur force. 
Cela a continué jusqu'à l'arrivée des colons. En faisant leur entrée, les colons furent campés un moment à Yassane. Dès là-bas, le guerrier Touareg Rhataffan du nommé ANAOUAR les a intercepté pour négocier avec eux surtout qu'il appris qu'ils veulent commettre des dégâts sur sa zone. À son arrivée à Yassane, ANAOUAR fût reçu par cette mission de colons et ont eu à signer un pacte avec lui. Il lui ont donné une médaille pour concrétiser le pacte. Les colons lui ont suggéré l'impôt de sa zone. C'est ainsi qu'en 1906, Oumarou Karma refusa l'impôt et c'est ainsi que ANAOUAR est parti à sa poursuite et l'avait assassiné au cours d'une fuite qui l'amena loin de Karma.
En 1907, Boukari de l'Anzourou a évoqué la question de la limite des terres entre Anzourou et Rhataffan, il fut aussi assassiné la même année par les RHATAFFANS. ANAOUAR fût arrêté et enfermé à la prison de Tillaberi d'où il s'est évadé et se refugia à Ayyawan. Les Touaregs Ayyawan ont vite déclaré à Tillaberi sa présence chez eux. Les colons vinrent à Ayyawan pour le prendre. Le condamné de droits communs fût escorté de la prison de Tillaberi à la prison de Rayès à Dakar. 
Après ANAOUAR, Méha son fils a pris le pouvoir. Depuis la prise du pouvoir par Méha, la force des Rhataffan commence à s'affaiblir avec la politique des colons et des sonraï. Les colons procédèrent à la création des cantons sur les terres Rhataffan (canton de DESSA, canton de Ayorou, canton de Sakoira, canton des kourtheye, etc.).
Cette politique d'affaiblissement des RHATAFFAN est un ensemble des stratégies des communautés noires riveraines de la zone.
En 1933, les communautés Touarègues tahabanaten se sont retranchées de la zone RHATAFFAN pour créer leur groupement.  En 1936, les villages bellahs de tondia, Wali, Nassiré, Djomona, Sassalé, ont été détachées des Rhataffan et rattachés au canton de DESSA.
Après tout cela, les Rhataffan continuent à exister. Méha n'a jamais cessé de réclamer les villages détachés mais rien n'a été fait en son faveur jusqu'à ce qu'il fût décédé en 1965.
Après le décès de Méha, son frère Wirirgoum AG Katta le succéda au tronc.
En ce temps, les Rhataffan ne comptait que les tribus Ichinidharen, Alsilamey, Tidirgalen, Inimaraz.
Les Rhataffan n'ont pas lâché l'affaire des villages détachés et continuent à tisser des bons rapports avec les bellahs de ces villages. Après le décès de Wirirgoum AG Katta en 1995, son fils, Mawala AG Mougayya a pris le tronc en  1999, cette fois-ci avec les tribus de Bibiyergou, Alsilamey, Tidirgalen et Inimaraz. La tribu Ichinidharen est partie au Mali.
À l'arrivée de la communalisation au Niger, les RHATAFFANS furent érigées en commune rurale avec chef-lieu Bibiyergou.
Aujourd'hui, la commune rurale de Bibiyergou compte 13 tribus et 3 Campements et avec une population estimée à 8 756 habitants.
Les tribus administratives sont :
Alsilamey 1
Alsilamey 2
Amara
Bibiyergou
Dinig
Inimaraz
Irkou
Koiratiko
Tidirgalen
Tana
Tamijirt
Zindobon 1
Zindobon 2
Les campements ;
Kelbella
Hiriri-pheul
Tidirgalen 2

## Climat
La commune rurale de Bibiyergou est caractérisé par un climat semi-aride sec et chaud.

## Démographie
Selon le recensement de la population de 2010 conduit par l'Institut national de la statistique du Niger, Bibiyergou compte 2 895 habitants.